# Basilian
Basiliano (friülà Basilian) és un municipi italià, dins de la província d'Udine. L'any 2007 tenia 5.331 habitants. Limita amb els municipis de Campoformido, Codroipo, Fagagna, Lestizza, Martignacco, Mereto di Tomba, Pasian di Prato i Pozzuolo del Friuli. Comprèn les fraccions de Basagliapenta (Visepènte), Blessano (Blessàn), Orgnano (Orgnàn), Variano (Variàn), Villaorba (Vilevuàrbe) i Vissandone (Vissandòn).

## Administració
| Període | Identitat       | Partit        |
| ------- | --------------- | ------------- |
| 2004-   | Flavio Pertoldi | Llista cívica |

## Personatges il·lustres
- Antoni Beline, sacerdot i traductor i escriptor en friülès.